# Famille von Toll
La famille von Toll est une famille de la noblesse allemande de la Baltique. De Dietrich, comte de Hollande (fin IXe siècle) elle descend par son arrière-petit-fils Arnold, également comte de Hollande, mort en 1005 dans la bataille de Wackel et époux de Luitgard, fille du duc Otto de Saxe, dont l'un des descendants, le chevalier Floris van Tolne, fils de Tellinc Toulius van Niemansvrient, (de la famille des comtes van Teilingen-Brederode) et seigneur du château fort de Tol près de Rijswijk, reçoit en 1296 la seigneurie d'un château fort près de Leyde qu'il appellera de Toll. C'est l'ancêtre de la famille. Suivront dans sa lignée: Floris II, Floris III, Fredrik, Sebald, Hans et Oswald qui s'établira en 1525 à Wittenberg. N.B. La partie médiévale est la thèse de l'historien Baron Klingspor et d'autres sources, la date de référence de lignée de noblesse pour la famille von Toll reste l'an 1525 qui est authentifié.  
Lukas de Toll, fils d'Oswald et de Margareta ,née von Rünsel, part pour l'île d'Ösel et y reçoit des fiefs en 1560, Il sera l'envoyé du duc d'Ösel au grand duc de Moscou. Ses descendants s'allient avec des familles allemandes de la Baltique. Leurs terres font partie des terres appartenant à la couronne de Suède, puis à l'Empire russe (gouvernement d'Estland). Johan Christopher von Toll (1743-1817) est le favori du roi Gustave IV de Suède. Il devient maréchal de camp et est élevé au titre de baron, puis de comte. Karl Wilhelm von Toll reçoit le titre de baron en Autriche, et en 1829 celui de comte en Russie impériale. Il est nommé et favorablement décrit dans l’œuvre "Guerre et Paix" de Tolstoï. Son fils Karl est ambassadeur de Russie au Danemark et l'un de ses descendants, le comte Sergueï von Toll (1848-1923), est gouverneur civil de Saint-Pétersbourg. On compte également dans la famille Robert von Toll (1802-1876), éminent archéologue des provinces baltes et seigneur de Kuckers; son fils Harald von Toll, archéologue et archiviste de la noblesse d'Estland; et Eduard von Toll était un géologue et explorateur renommé de l'Arctique.
La famille est enregistrée dans les registres de la noblesse du gouvernement d'Estland, dans ceux de la noblesse de Suède et du grand-duché de Finlande. Les membres de la lignée suédoise s'écrivent Toll ou von Toll, ce depuis leur naturalisation suédoise en 1772 et introduction au Palais des Chevaliers de Stockholm en 1776 (gardant nom, titres et armes de la famille). 
Johan Christopher von Toll restera dans la mémoire vive des historiens Suédois. Lors de l'arrivée de France en 1811 de la future reine Désirée au port de Scanie par temps de grande sécheresse, chargé de son accueil, il ordonna ses soldats et instruit le peuple d'implorer la pluie : ainsi la future reine fut accueillie par des milliers de voix scandant ''Vi vell ha rajn!'' / ''Vive la reine!'' et agréablement surprise des bonnes connaissances linguistiques du peuple Suédois...
Voir la version de Wikipédia en allemand pour plus de détails historiques et descriptifs des armoiries.

## Personnalités
- Johan Christopher von Toll (1743-1817), maréchal de camp de l'Armée royale suédoise et favori de Gustave IV
- Karl Wilhelm von Toll (1777-1842), général de l'Armée impériale russe, seigneur du domaine d'Arroküll
- Friedrich Ludwig von Toll (1781-1841), seigneur de Kuckers
- Karl von Toll (de) (1801–1869), général prussien
- Felix von Toll (1823-1867), homme de lettres et pédagogue
- Sergueï von Toll (1848-1923), gouverneur civil de Saint-Pétersbourg
- Paul von Toll (1849–1924), général prussien
- Hermann Georg von Toll (1855-1936), seigneur de Kuckers
- Eduard von Toll (1858-1902), géologue et explorateur
- Eduard von Toll (né en 1904), ornithologue
- Margarita von Toll, petite-fille de Karl Wilhelm von Toll et épouse d'Alexandre Izvolsky
- Edita Morris de Toll, (1902-1988 France), petite-fille du général suédois Karl Oswald Toll, journaliste et romancière, prix Albert Schweitzer 1961 pour le livre ''The flowers of Hiroshima''

## Anciens domaines
- Manoir d'Alp, dans l'actuelle Estonie
- Château d'Arroküll, dans l'actuelle Estonie
- Château d'Essemäggi, dans l'actuelle Estonie

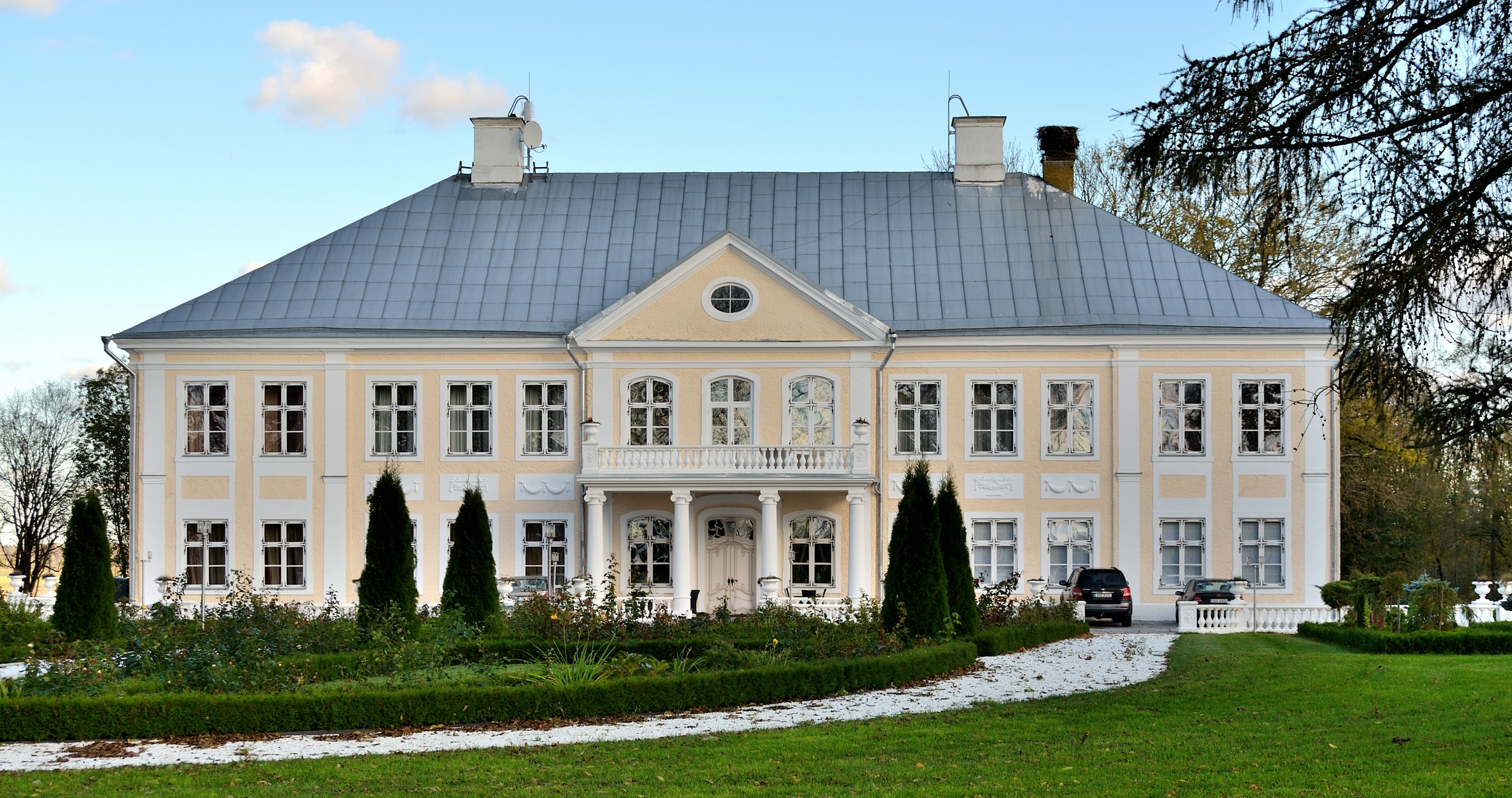
Vue du château d'Essemäggi

- Manoir de Kuckers, dans l'actuelle Estonie
- Bäckasgogs Slott, Scanie, Suède
- Hjularöds Slott, Scanie, Suède
- Skattmansö herrg°ard, Uppland, Suède